# 塞伦奇区
塞伦奇区（匈牙利語：Szerencsi járás），是匈牙利包尔绍德-奥包乌伊-曾普伦州的一个区，总面积432.07平方公里，总人口38,106人（2011年），人口密度88人/平方公里。中心城市为賽倫奇。

## 市镇
塞伦奇区包含一个城镇、两个大村和13个村庄。